# Navassa
Navassa (ang. Navassa Island, fr. Île de la Navasse, hait. La Navase) – niewielka, niezamieszkana wyspa na Morzu Karaibskim, w Kanale Jamajskim, położona 56 km na zachód od haitańskiego półwyspu Tiburon. Terytorium nieinkorporowane Stanów Zjednoczonych. Prawo do niej rości sobie również Haiti, które zawarło Navassę w konstytucji jako część swojego terytorium.
- położenie geograficzne: 18°24′10″N 75°00′45″W/18,402778 -75,012500
- powierzchnia całkowita: 5,2 km²
- najwyższe wzniesienie: 77 m n.p.m. Dunning Hill (100 m na południe od latarni morskiej, w południowo-wschodniej części wyspy)
- brak stałych mieszkańców (okresowo wykorzystywana przez haitańskich rybaków).

Wyspa została odkryta przez członków wyprawy Krzysztofa Kolumba w 1504. W XVII i XVIII w. była schronieniem piratów. W połowie XIX w. stała się terenem eksploatacji guano. Uznana za terytorium amerykańskie w 1857. Po zakończeniu wydobycia została opuszczona (koniec XIX w.). W związku z powstaniem Kanału Panamskiego wyspa znalazła się w centrum szlaków żeglugowych, dla poprawienia bezpieczeństwa wzniesiono na niej latarnię morską (czynna do 1996).
W 1998 grupa naukowców prowadziła badania wyspy w celu zdobycia podstawowych informacji o jej środowisku przyrodniczym. W 1999 uznano ją za ścisły rezerwat przyrody. Wyspa ma również znaczenie militarne, dzięki położeniu w pobliżu amerykańskiej bazy wojskowej Guantánamo na Kubie (170 km na południe od Guantánamo).

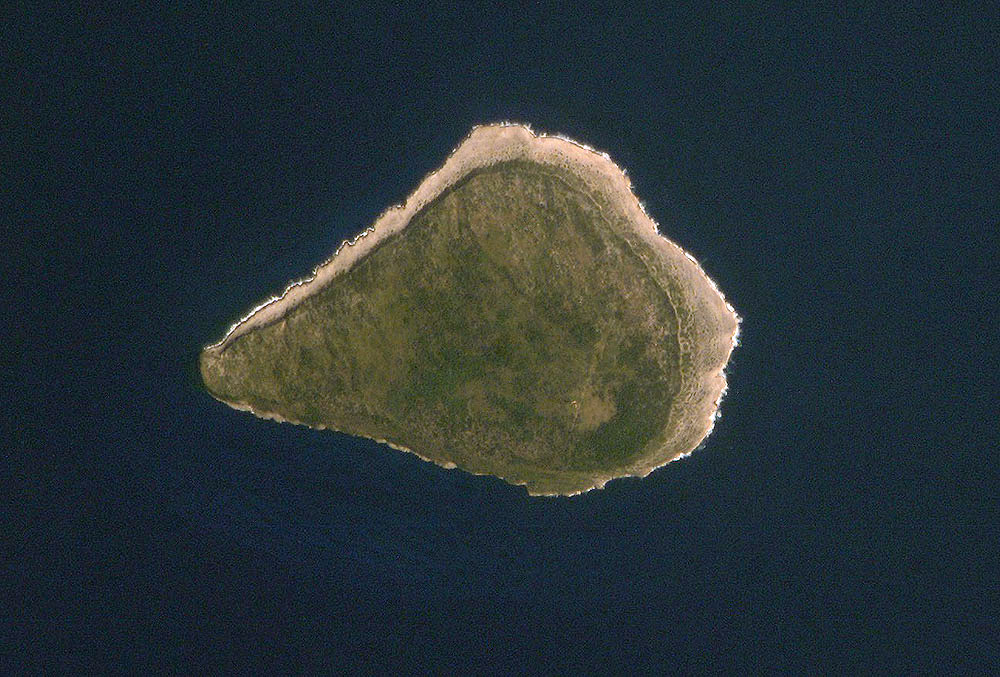
Zdjęcie satelitarne Navassy
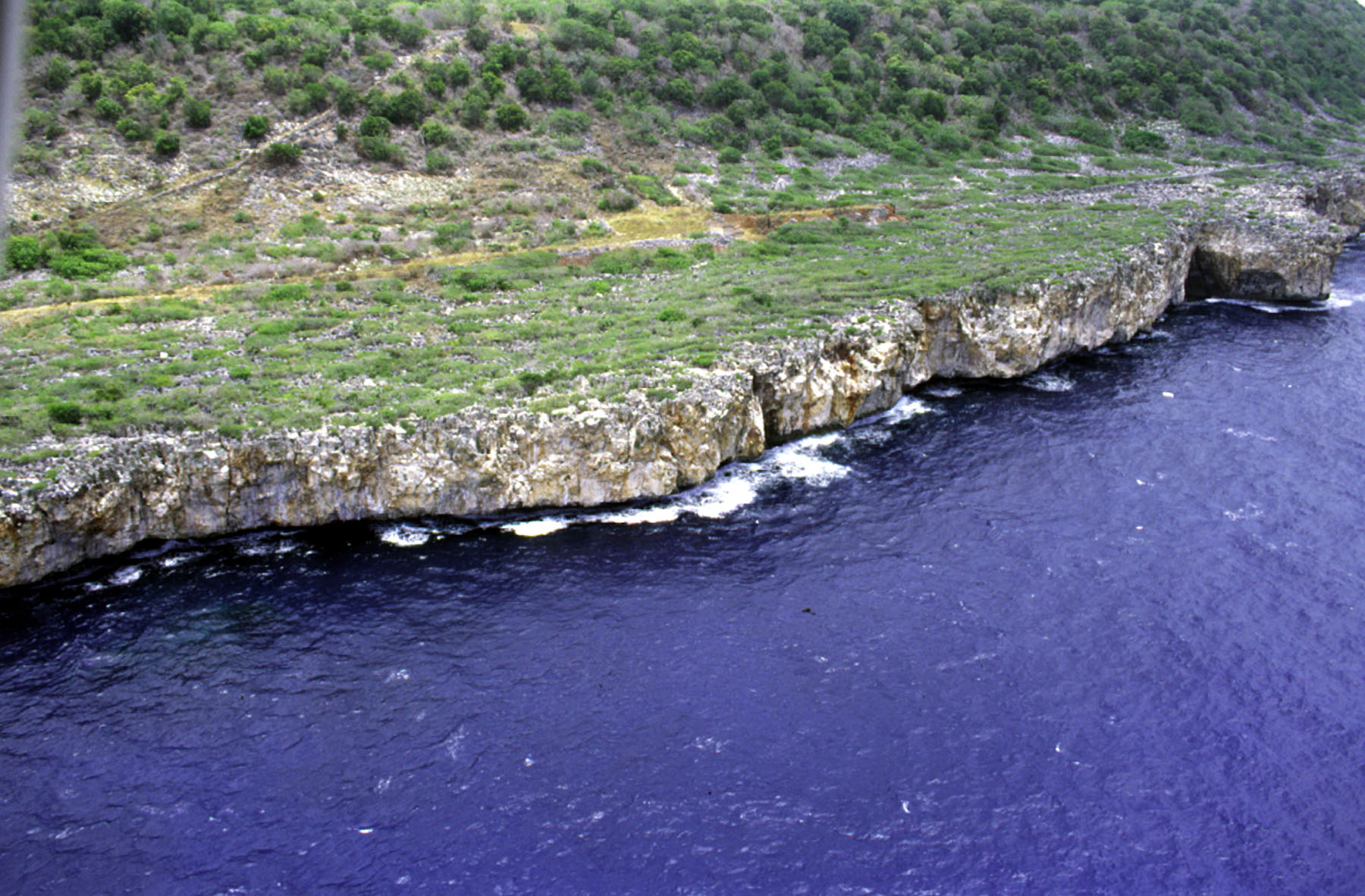
Wybrzeże wyspy